# Tragédia de Vargas

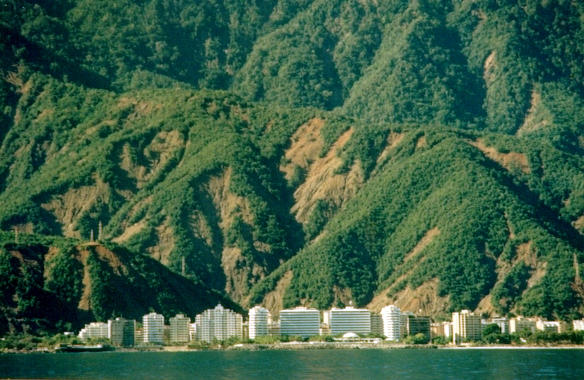
Nesta imagem são visíveis os estragos dos deslizamentos de terras de 1999

A tragédia de Vargas foi um desastre natural que ocorreu ao longo de dez dias no estado de Vargas, na Venezuela, a partir de 15 de dezembro de 1999, quando chuvas torrenciais causaram inundações repentinas e deslizamentos de terra que mataram dezenas de milhares de pessoas, destruíram milhares de casas e levou ao colapso total da infraestrutura do estado venezuelano. Segundo os trabalhadores humanitários, o bairro de Los Corales foi soterrado sob cerca de 3 metros de lama e grande parte das casas foi simplesmente arrastada para o oceano. Cidades inteiras, como Cerro Grande e Carmen de Uria, desapareceram completamente. Cerca de 10% da população de Vargas morreu durante o evento.

## Contexto

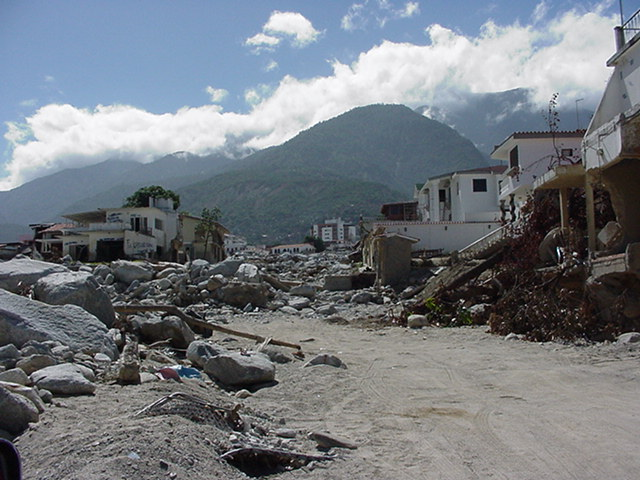
Um trecho de Los Corales, um dos bairros do estado de Vargas que sofreu mais destruição

A área costeira do estado de Vargas está há muito tempo sujeita a deslizamentos de terra e inundações. Os depósitos preservados nos leques aluviais aqui mostram que catástrofes geologicamente semelhantes ocorreram com regularidade desde os tempos pré-históricos. Desde o século XVII, pelo menos dois fluxos de detritos, deslizamentos de terra ou inundações de grande magnitude, em média, ocorreram a cada século dentro dos limites modernos de Vargas. Os eventos registrados ocorreram em fevereiro de 1798, agosto de 1912, janeiro de 1914, novembro de 1938, maio de 1944, novembro de 1944, agosto de 1948 e fevereiro de 1951. No evento de fevereiro de 1798, inundações repentinas e fluxos de detritos danificaram gravemente 219 casas. Soldados espanhóis chegaram a barricar com canhões a entrada de um forte voltada para o rio para evitar que detritos o enchessem.
Antes da catástrofe de 1999, a grande inundação mais recente que havia ocorrido até então foi em 1951, mas não causou tantos danos. Com base em fotos aéreas e registros de medições, os geólogos conseguiram comparar diretamente o evento de 1951 com o evento de 1999. O evento de 1951 envolveu menos chuvas do que o evento de 1999 e menos deslizamentos de terra foram desencadeados. A tempestade expecionalmente forte de dezembro de 1999 despejou 911 milímetros de chuva em apenas alguns dias, provocando instabilidade generalizada do solo e grandes fluxo de detritos.

### Densidade populacional

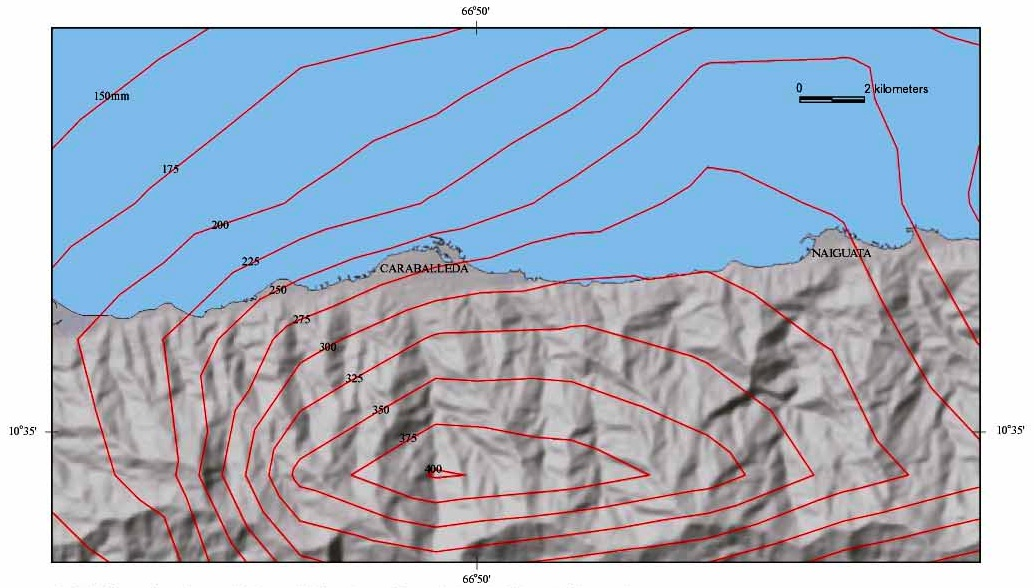
Mapa de isolinha (contorno de precipitação igual) da tempestade de 14 a 16 de dezembro de 1999 sobre um mapa de relevo sombreado do centro-norte da Venezuela

Os leques aluviais construídos à medida que os sedimentos das inundações e fluxos de detritos saem dos seus canais e encontram os oceanos constituem as únicas superfícies planas extensas ao longo da costa montanhosa do centro-norte da Venezuela. Como tal, muitos deles foram extensivamente desenvolvidos e urbanizados. Esta elevada densidade populacional aumenta o risco para vidas e propriedades devido a inundações repentinas e fluxos de detritos. Em 1999, várias centenas de milhares de pessoas viviam nesta estreita faixa costeira do estado de Vargas. Muitas dessas pessoas viviam no topo de leques aluviais formados por fluxos de detritos provenientes dos picos de 2 mil metros de altura ao sul.

### Chuva
Dezembro de 1999 foi excepcionalmente chuvoso ao longo da costa centro-norte da Venezuela. A primeira e menos poderosa tempestade daquele mês ocorreu de 2 a 3 de dezembro e despejou 200 milímetros de chuva no litoral da região.
Duas semanas depois, num intervalo de 52 horas durante 14, 15 e 16 de dezembro de 1999, 911 milímetros de chuva (a precipitação média total de aproximadamente um ano para a região) foram medidos na costa centro-norte da Venezuela, no Aeroporto Internacional Simón Bolívar, em Maiquetia, Venezuela. Essas fortes chuvas incluíram 72 milímetros de acúmulo em apenas uma hora, entre 6h e 7h do dia 16. Mesmo assim, o litoral recebeu muito menos chuva do que algumas regiões a montante.
Esta tempestade repentina e intensa foi especialmente incomum porque ocorreu em dezembro, enquanto a típica estação chuvosa na costa da Venezuela vai de maio a outubro. Essas chuvas fora de temporada se formaram quando uma frente fria interagiu com um fluxo úmido de sudoeste no Oceano Pacífico. Esta interação produziu chuvas moderadas a fortes, começando na primeira semana de dezembro e culminando no evento de 14 a 16 de dezembro que causou inundações mortais e fluxos de detritos.
As chuvas mais fortes concentraram-se na parte média superior da bacia de San Julián, que alimenta o leque Caraballeda com água e sedimentos. As fortes chuvas persistiram num raio de 8 quilômetros da costa e diminuiu no lado Caracas do Cerro El Ávila. As taxas de precipitação também diminuíram na direção oeste em direção a Maiquetía.

### Geologia

#### Base rochosa

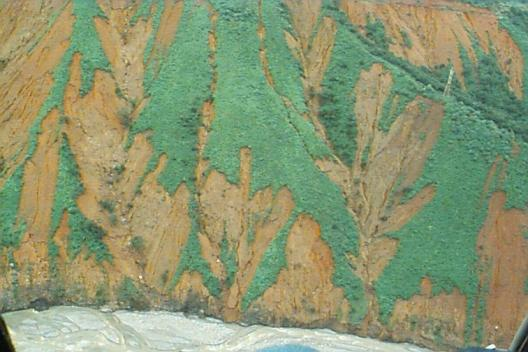
Encostas excessivamente íngremes colapsaram durante a tempestade, enviando deslizamentos de terra para os canais (como o rio trançado no fundo) e fornecendo sedimentos para inundações repentinas e fluxos de detritos. A torre de transmissão no lado direito da imagem tem 30 metros de altura.

A base rochosa da região ao redor de Caracas é principalmente metamórfica. Da costa e estendendo-se por aproximadamente 1 quilômetros no interior, está exposto o xisto profundamente foliado da formação mesozóica Tacagua. Os solos formados neles são de granulação fina (argiloso), fino (0,5-3 metros) e muitas vezes coluvional. Embora o horizonte A do solo seja frequentemente inferior a 30 centímetros de espessura, a rocha é frequentemente desgastada até mais de 2 metros. Mais para o interior, os gnaisses da formação paleozóica San Julián e da formação pré-cambriana Peña de Mora estendem-se até a crista da Serra de Ávila. Estas unidades possuem solos finos sobre rochas menos intemperizadas; acredita-se que isso se deva à rápida erosão devido às encostas íngremes nesta área.
Como os planos de foliação são planos de fraqueza, essas estruturas dentro das rochas influenciam fortemente os riscos de deslizamentos de terra e de fluxo de detritos. Onde os planos de foliação mergulham em direção a uma superfície livre, é provável que ocorra colapso.

#### Sedimentologia em leque aluvial e inundações passadas
Os leques aluviais que se espalham no mar a partir da foz dos vales foram construídos por enchentes anteriores e fluxos de detritos. Os modernos sistemas de canais desses deltas de leques aluviais são incisados em fluxos de detritos e materiais de inundação previamente depositados. Cientistas do Serviço Geológico dos Estados Unidos (USGS) mediram esses depósitos antigos. Eles descobriram que são mais espessos que os de dezembro de 1999 e contêm pedras maiores. Isto significa que os fluxos de detritos anteriores eram ainda maiores do que os de dezembro de 1999 e atingiram velocidades mais elevadas.

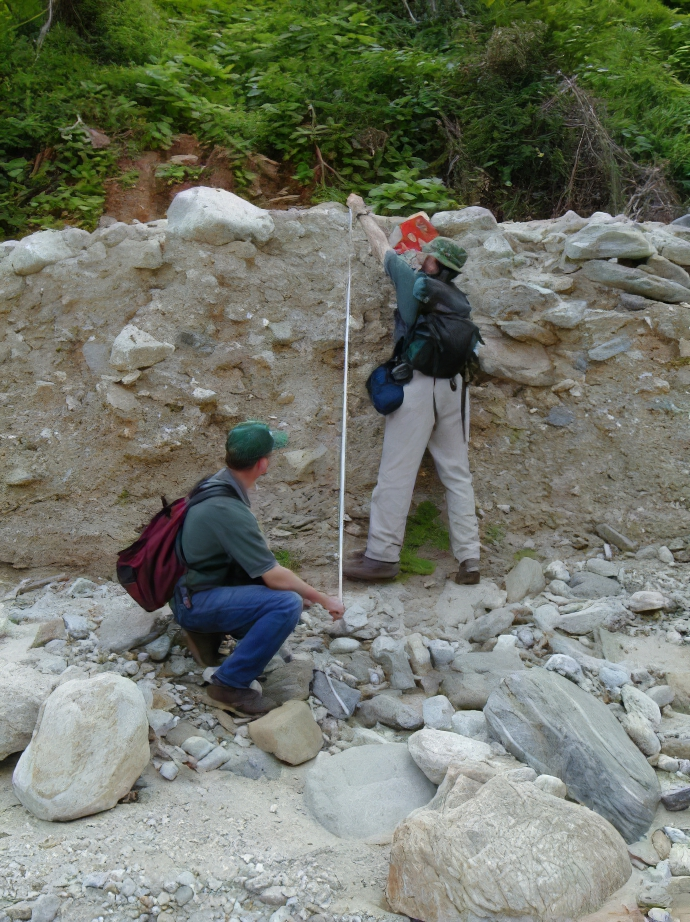
Um espesso depósito de 2,9 metros de fluxo de detritos de dezembro de 1999 é exposto pela incisão do rio durante as enchentes em estágio avançado.

No leque aluvial Caraballeda, a extensão do evento de 1951 empalideceu em comparação com o evento de 1999. Muitos dos depósitos que constituem o leque Caraballeda têm espessura semelhante aos produzidos no evento de 1999 e contêm rochas de tamanho semelhante aos observados em 1999.
Os geólogos do USGS encontraram paleossolos com material orgânico acima e abaixo de uma espessa camada de 10 metros de depósitos de fluxo de detritos. O paleossolo inferior foi datado por radiocarbono em 4.267 ± 38 anos antes do presente (BP) e o superior foi datado em 3.720 ± 50 anos AP. Isto significa que, pelo menos nesta área, o leito agregou 10 metros em 550 anos, para uma taxa média de cerca 1,8 centímetro por ano (embora a agravação ocorra apenas durante eventos de curta duração). Os cientistas não foram capazes de dizer se os depósitos eram provenientes de um único fluxo de detritos ou de múltiplos eventos.

#### Geologia superficial e geomorfologia
Os deltas de leques aluviais nesta região têm encostas rasas. Eles são mal canalizados porque sedimentos são adicionados a eles a montante (preenchendo os canais) a uma taxa igual ou superior à taxa na qual podem ser removidos.
As encostas são acentuadas além do ângulo de repouso para materiais não coesos. Este excesso de inclinação é mais do que poderia ser proporcionado pela resistência ao atrito dos solos arenosos. A coesão interna do solo, a pressão negativa dos poros ("sucção do solo"), a estrutura do solo e/ou o reforço das raízes das árvores podem ser responsáveis por isso.

#### Neotectônica
Os terraços contendo depósitos anteriores de fluxo de detritos estão agora situados 10-20 metros acima dos canais de fluxo modernos. A erosão da enchente de 1999 expôs bancos rochosos 50 centímetros a 2 metros acima do canal atual. Estas altas superfícies abandonadas sugerem uma elevação tectônica recente e contínua da costa venezuelana e a correspondente incisão no canal do rio. Apesar de a maioria das falhas geológicas terrestres ativas nesta região durante o Quaternário serem mapeadas como deslizamento lateral direito, é possível que exista um componente vertical de deslocamento nas falhas marítimas.

## Desastre
Fortes chuvas caíram em dezembro de 1999 ao longo da costa centro-norte da Venezuela, culminando num período de extrema intensidade entre os dias 14 a 16 de dezembro. Começando por volta das 20h, horário local (AST), do dia 15 de dezembro, o escoamento entrou nos canais e correu em direção ao mar, acumulando e depositando sedimentos em seu caminho. Após esta primeira onda de inundações, desde a costa até logo após a crista da Serra de Ávila, estas chuvas provocaram milhares de deslizamentos de terra superficiais que arrancaram o solo e as rochas da paisagem encosta abaixo. A água adicional liquefez esses deslizamentos de terra em fluxos de detritos, que são fluxos granulares nos quais a água se mistura com altas concentrações de rocha e lama. Os primeiros relatos de testemunhas oculares sobre fluxos de detritos ocorreram a partir das 20h30 do dia 15 e os fluxos finais de detritos foram relatados entre 8h e 9h do dia 16 de dezembro. Muitas bacias hidrográficas libertaram múltiplos fluxos de detritos, alguns dos quais transportaram grandes pedras e troncos de árvores para os deltas dos leques aluviais. Entre 7h e 9h do dia 16 e até o final da tarde, ocorreu uma nova onda de enchentes. Estas águas das cheias estavam menos concentradas em sedimentos e foram, portanto, capazes de arrastar novo material e abrir novos canais nas cheias e nos depósitos de fluxo de detritos dos dias anteriores.
Os fluxos de detritos moveram-se rapidamente e muitos deles foram altamente destrutivos. Com base nos tamanhos máximos dos blocos rochosos medidos nos depósitos de inundação, os geólogos estimam que as velocidades do fluxo variam entre 3,3-14,5 metros por segundo. Esses fluxos rápidos e rochosos resultaram em grande parte da destruição observada.
Além destes fluxos de detritos, as inundações repentinas que transportavam cargas de sedimentos extremamente elevadas eram muito perigosas. Juntas, as inundações repentinas e os fluxos de detritos destruíram centenas de casas, pontes e outras estruturas. Eles abriram novos canais a profundidades de vários metros em cada delta de leque aluvial no litoral do estado de Vargas e cobriram esses leques com toneladas de sedimentos.

### Leque aluvial de Caraballeda

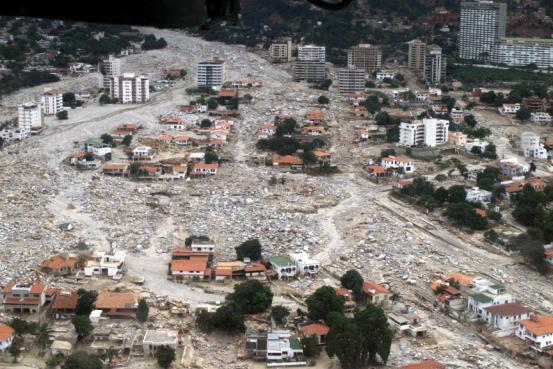
Danos causados pelo fluxo de detritos no leque aluvial de Caraballeda. O canal principal (à esquerda) desviava para um novo curso que o conduzia através das casas à direita. Esses depósitos de avulsão chegam a 6 metros de espessura e totalizam cerca de 1,8 milhão de metros cúbicos de pedras e outros materiais.

Das muitas comunidades afetadas pelo desastre, Caraballeda foi uma das mais atingidas. A intensidade do desastre aqui é uma combinação de dois fatores. Primeiro, o leque aluvial de Caraballeda era fortemente urbanizado, com muitos prédios altos e casas de vários andares. Em segundo lugar, situa-se na foz do barranco San Julián e esta bacia hidrográfica produziu rochas muito grandes e uma enorme área inundada. Aproximadamente 1/3 do leque de Caraballeda foi inundado por fluxos de detritos, e todo o leque foi inundado com depósitos de fluxos de detritos anteriores.
As inundações e os fluxos de detritos de 1999 não seguiram o canal oriental de Caraballeda. Este canal, formado durante as cheias de 1952, foi revestido com betão e concebido para transportar com segurança os fluxos para o mar. Em vez disso, os fluxos de detritos ultrapassaram o canal, ultrapassaram as margens e espalharamdetritos por toda a comunidade. Esses fluxos excessivos demoliram casas de dois andares e destruíram os dois primeiros andares de prédios de apartamentos. Mais abaixo no leque, os fluxos de detritos se espalhavam pelas ruas. À medida que os fluxos progrediram, deixaram depósitos cada vez mais finos, embora muitas vezes ainda ultrapassassem 1 metro de espessura. Após várias avulsões, o canal seguiu aproximadamente o caminho da enchente anterior a 1951.
Os geólogos Serviço Geológico dos Estados Unidos estimam que o volume do depósito seja de pelo menos 1,8 milhão de metros cúbicos (a partir da comparação de varreduras topográficas) ou 1,9 milhão de metros cúbicos (a partir de medições de campo). Este é um dos maiores depósitos de fluxo de detritos induzidos por chuvas registrados na história, embora os fluxos de detritos induzidos por vulcões possam ser dez vezes maiores. A deposição subaquática estendeu a linha costeira por mais 40-60 metros mar adentro. As espessuras dos depósitos variam de 4 a 5 metros (máximo de 5,3 metros) perto do centro do leque até cerca de 0,5 metros perto da linha costeira pré-cheia. Os tamanhos máximos dos blocos diminuíram em direção à costa devido à diminuição da inclinação do leque.

### Danos

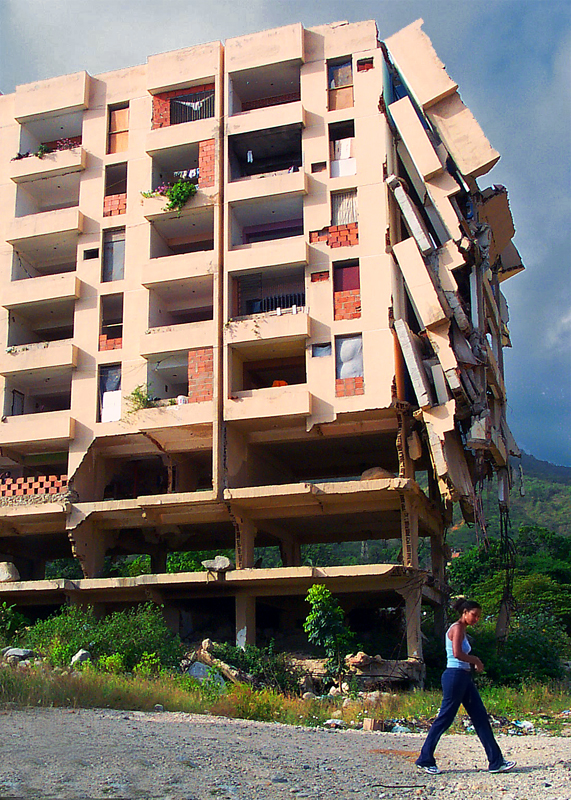
Prédio parcialmente desabado; a área desabada foi escavada quando fluxos de detritos destruíram os andares inferiores

O desastre causou danos estimados entre 1,79 e 3,5 bilhões de dólares. O número de mortos foi considerado entre 10 mil e 30 mil —o número exato de vítimas é difícil de determinar, pois não há dados confiáveis do censo da região naquela época, especialmente sobre favelas e pequenas comunidades que foram completamente exterminadas. Além disso, apenas cerca de mil corpos foram recuperados, tendo o resto sido arrastado para o mar pela lama ou enterrado nos deslizamentos de terra. Mais de 8 mil casas e 700 prédios de apartamentos foram destruídos em Vargas, deslocando até 75 mil pessoas. Os deslizamentos de terra alteraram significativamente mais de 60 quilômetros do litoral de Vargas. Mais de 70% da população total do estado foi afetada pelo desastre. Os serviços públicos, como água, eletricidade, linhas telefônicas e transporte terrestre (estradas e pontes) desapareceram completamente em alguns locais. Não houve abastecimento de comida e água durante meses, então a maior parte da população teve que ser evacuada. Saques ocorreram em todos os lugares, forçando os militares venezuelanos a implementar a lei marcial por mais de um ano.

## Resposta
O desastre foi de tal magnitude que o presidente da Cruz Vermelha inicialmente presumiu mais de 50 mil mortos. A primeira prioridade era evacuar os sobreviventes; mais de 100 mil pessoas foram evacuadas. Após o desastre, o presidente venezuelano Hugo Chávez defendeu que outros venezuelanos abrissem suas casas e "adotassem uma família". A então primeira-dama Marisabel Rodríguez de Chávez providenciou o abrigo temporário de crianças que se temiam órfãs em La Casona, a residência presidencial em Caracas. Outros ofereceram ajuda, incluindo interbases da Major League Baseball, Omar Vizquel, um venezuelano nativo, que ajudou a arrecadar mais de 500 mil dólares em fundos de ajuda humanitária. Após a resposta de emergência inicial, o foco passou a ser a análise das causas da catástrofe e o trabalho para criar uma infraestrutura sustentável para lidar com futuras chuvas torrenciais. Uma equipe de ajuda humanitária dos Estados Unidos, liderada pelo senador estadual do Novo México, Joseph Carraro, chegou com uma equipe médica e suprimentos para avaliar os danos e ajudar os deslocados. Foi feito contato com o Laboratório Los Alamos, no Novo México, para determinar se alguma radioatividade estava incluída no campo de detritos. Purificação de água e unidades para dormir também foram fornecidas.
A limpeza do desastre logo se tornou politizada. Chávez inicialmente aceitou a ajuda de qualquer pessoa que se oferecesse, sendo que os Estados Unidos enviando helicópteros e dezenas de soldados que chegaram dois dias após o desastre. Quando o ministro da Defesa, Raúl Salazar, aceitou a oferta de ajuda adicional dos Estados Unidos, que incluía 450 fuzileiros navais e engenheiros navais a bordo do USS Tortuga, que zarpava para a Venezuela, Chávez disse a Salazar para recusar a oferta, uma vez que "era uma questão de soberania". Salazar irritou-se e presumiu que a opinião de Chávez foi influenciada pelas conversações com Fidel Castro; embora ele tenha cumprido a ordem de Chávez.
Como parte do seu internacionalismo médico, Cuba forneceu apoio médico após os deslizamentos de terra,(p131) com  uma brigada médica de 450 membros, que permaneceu na Venezuela após o fim da emergência.(p162) Esta experiência contribuiu para a opinião de Chávez de que Cuba seria um parceiro importante em sua política externa.(p131)
Apesar das dispersões iniciais de fundos de emergência, do recebimento de dezenas de milhões de dólares de organizações internacionais e do anúncio de planos de reconstrução, pouco resultou do processo e Chávez distraiu-se com disputas políticas, abandonando a atenção sobre a tragédia e a recuperação acabou por ser interrompida.  Os sobreviventes acabaram por abandonar as suas áreas de refugiados e regressar às suas casas numa tentativa de reconstrução.  Em 2006, o estado regressou ao nível populacional anterior à catástrofe e foram lentamente executados projectos para reconstruir infra-estruturas danificadas.  Mais de uma década após a tragédia, milhares de pessoas permaneceram sem abrigo e o valor dos imóveis em zonas não afectadas pelas inundações diminuiu até 70%, devido à destruição de infra-estruturas.
Orion, um rottweiler, foi oficialmente reconhecido por seu papel no resgate de pessoas durante a tragédia. Um deslizamento de terra obrigou Orion e seu dono, Mauricio Pérez, a deixarem sua casa e irem para um local mais seguro. Eles encontraram uma jovem presa em águas turbulentas e Orion guiou a garota até a costa nadando ao lado dela, depois pulou de volta para tirar uma segunda garota da água. Ele então ajudou oito crianças a subir em lugares altos e passou a noite de quarta-feira e parte da manhã de quinta-feira salvando 37 pessoas de um afogamento, desde uma menina de 8 anos até um idoso de 80 anos de idade. O cão foi agraciado com uma medalha de honra e um certificado pela função que desempenhou. Também recebeu placas e medalhas de instituições privadas e governos, homenagens internacionais e reconhecimento da Grande Loja da Maçonaria da Venezuela. Em 1º de dezembro de 2008, Orion morreu de gastroenterite intestinal.
Foram realizados três filmes sobre a tragédia por cineastas venezuelanos, todos lançados em 2011; diz-se que isso mostra o impacto duradouro da tragédia de que as pessoas ainda compartilhavam essas narrativas, especialmente em uma nação com uma indústria cinematográfica precária.